# Ficus glauca
Ficus glauca är en mullbärsväxtart som beskrevs av Friedrich Anton Wilhelm Miquel. Ficus glauca ingår i släktet fikonsläktet, och familjen mullbärsväxter. Inga underarter finns listade i Catalogue of Life.